# Andre Matos
Andre Matos (14. září 1971, São Paulo, Brazílie – 8. června 2019) byl brazilský hudebník, známý pro své působení v metalových kapelách Angra, Viper či Shaman. Na počátku 21. století také hojně působil jako host na prvních dvou albech metalové opery Avantasia.
Matos začal svojí hudební kariéru ve skupině Viper, a to ještě ve školním věku. Ve skupině se podílel na dvou albech a v roce 1990 z ní odešel, převážně z důvodů rozdílných názorů na směřování kapely. Poté pomohl založit skupinu Angra. V té se Matos podílel na prvních třech studiových albech, přičemž je autorem většiny písní. Skupinu opustil v roce 2001 a založil kapelu Shaman. Spolu s ním do této kapely odešli z Angry též baskytarista Luis Mariutti a bubeník Ricardo Confessori. Od roku 2006 se Matos věnoval své sólové kariéře a vydal tři studiová alba. V roce 2012 se umístil na 77. pozici v žebříčku nejlepších vokalistů brazilské hudby dle hodnocení brazilského časopisu Rolling Stone. V roce 2018 došlo k obnovení činnosti skupiny Shaman v původní sestavě.
Andre Matos je považován za jednu z hlavních postav powermetalové hudby v Brazílii a později v celé Jižní Americe. Mezi hlavní Matosovy vzory patřily skupiny jako jsou Iron Maiden, Black Sabbath, Judas Priest, Deep Purple či Queen. Mezi zpěváky to pak byl Eric Adams a Bruce Dickinson. Kromě metalové hudby čerpal Matos inspiraci též v klasické, brazilské a karibské hudbě.
Zemřel 8. června 2019 ve věku 47 let, jeho smrt byla oznámena Ricardem Confessorim, bubeníkem skupiny Shaman. Příčina smrti v Confessoriho oznámení uvedena nebyla. Brazilský web UOL Entretenimento uvedl, že dle jeho přátel Matos zemřel na infarkt.

## Sólová diskografie
- Time to Be Free (2007)
- Mentalize (2009)
- The Turn of the Lights (2012)